# Moravskoslezské gubernium
Moravskoslezské zemské gubernium (německy Mährischschlesisches Landesgubernium) sídlící v Brně, bylo v letech 1783–1849 správní institucí země Moravskoslezské, v jehož čele stál moravský zemský hejtman jakožto gubernátor. 

## Historie
S opětovným oddělením Moravy a Slezska k 1. lednu 1850 moravskoslezské gubernium zaniklo a bylo nahrazeno dvěma zemskými místodržitelstvími – moravským a slezským.

## Představitelé
Moravskoslezští gubernátoři:
- Ludvík Cavriani (1783–1787)
- Alois Ugarte (1787–1802)

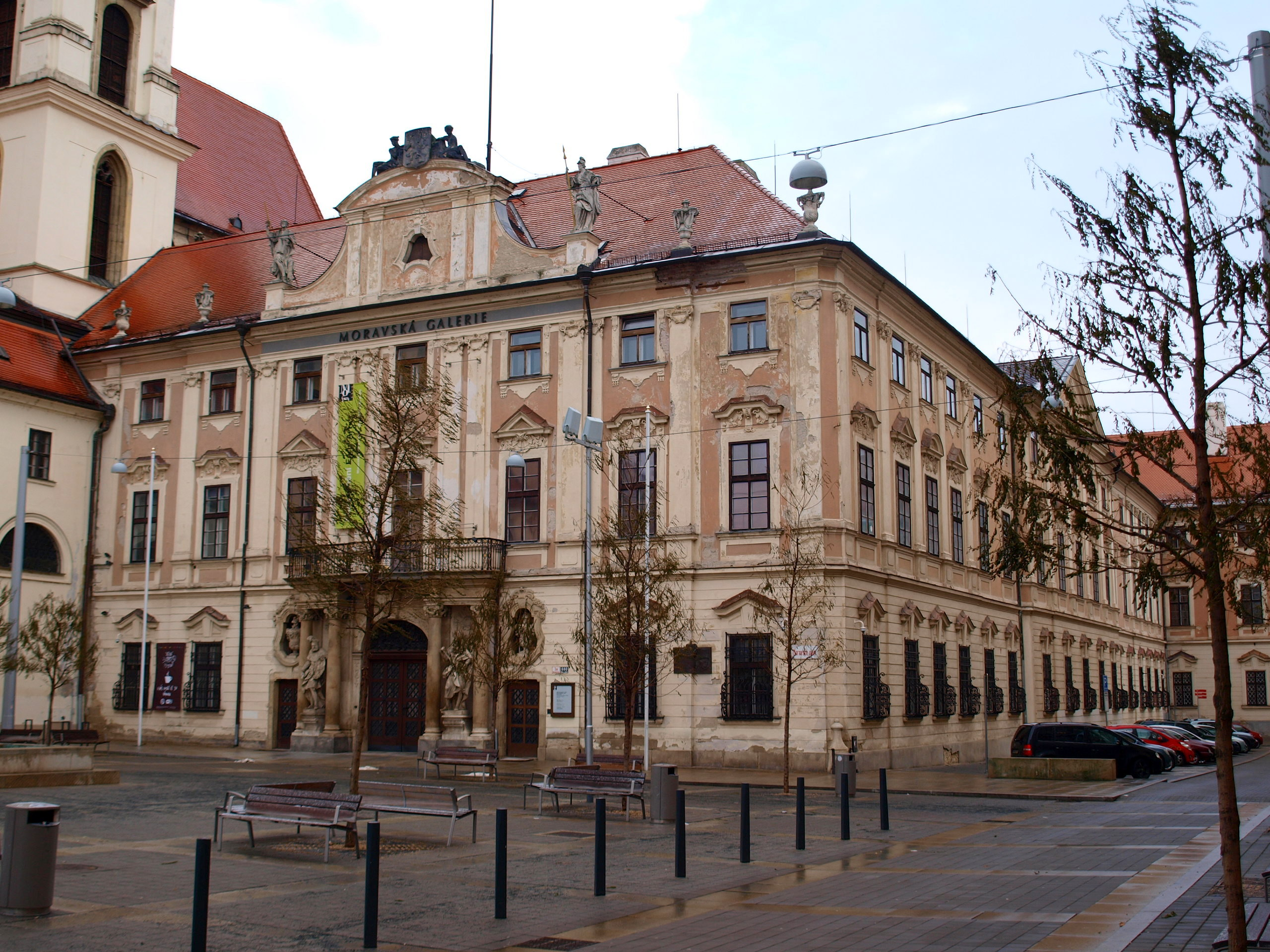
Sídlo Moravskoslezského gubernia na dnešním Moravském náměstí v Brně

- Josef Karel z Ditrichštejna (1802–1804)
- Josef František z Wallisu (1805)
- Prokop Lažanský z Bukové (1805–1813)
- Ignác Karel Chorinský z Ledské (1813–1815, jen dvorský komisař)
- Antonín Bedřich Mitrovský z Nemyšle (1815–1827)
- Karel Inzaghi (1827–1834)
- Alois Ugarte mladší (1834–1845)
- Rudolf Stadion (1845–1847)
- Leopold Lažanský z Bukové (1847–1849, jen viceprezident)